# Березин, Алексей Сергеевич
Алексей Сергеевич Березин (1801, Тамбовская губерния — 1824, Агридженто) — российский путешественник.

## Биография
Родился в 1801 году в Тамбовской губернии, умер в 1824 году в Агридженто. Воспитание получил в Пажеском корпусе, откуда в 1819 году выпущен в гренадерский императора австрийского полк, 12 февраля 1820 года произведён в прапорщики.
2 октября 1820 года вышел в отставку с целью совершить путешествие по Европе, к которому готовился полтора года, изучая физику, химию, историю и занимаясь рисованием. Первую зиму он провел в Вене, откуда отправился в Венгрию, для осмотра тамошних достопримечательностей. Отрывок из описания его путешествия по Венгрии от Землина до Оршовы («Письма из Венгрии») напечатан в № 4 «Соревнователя просвещения» за 1823 года.
В 1824 году Березин был в Италии, прожил несколько месяцев в Риме и Неаполе, осенью отправился в Сицилию; здесь простудился и умер от горячки.